# 戸辺俊介
戸辺 俊介（とべ しゅんすけ、1974年2月1日 - ）は、ノックアウトに所属する日本の俳優、演出家、脚本家。

## 経歴・人物
埼玉県出身。趣味は将棋、麻雀、旅行 。
2000年に劇団東京乾電池に入団後、柄本佑と柄本時生の兄弟ユニット「EX×2」や声優ユニット「なば缶」の演出や、自身の劇団「劇団いいのか・・・?」の主宰も務めている。

## 出演

### テレビドラマ
- 示談交渉人　甚内たま子裏ファイル2（2002年、TBS）
- プロポーズ　世界で一番幸せな言葉（2005年、NTV）
- 京都地検の女5 第2話（2009年、ANB）
- 月曜ゴールデン「量刑」（2009年、TBS）
- 嵐がくれたもの 第7話（2009年、CX）
- 一応の推定（2009年、WOWOW）
- 刑事シュート2（2009年、CX）
- 連続ドラマW「幻夜」（2010年、WOWOW）
- 森江春策の事件簿2（2010年、CX）
- ハンチョウ4 第9話（2011年、TBS）
- 警視・深町征爾　狼は天使の匂い（2012年、TBS）
- リーガルハイ 第8話（2013年、CX）
- ワカコ酒（2015年、BSジャパン）
- 初恋の人（2015年、テレパックチャンネル）
- 痛快TV スカッとジャパン（2017年、フジテレビ）
- 正義のセ 第2話（2018年、NTV）
- やすらぎの刻～道 第109話（2019年、EX）
- テレビ史を揺るがせた100の重大ニュース 平成・令和の未解決事件　春の大追跡SP（2021年、TBS）
- 川のほとりで 第3・5話（2021年、WOWOW）
- 相棒Season21 第11話（2023、EX）

### 映画・Vシネマ
- 射目 IRUME（2002年、渡辺武監督）
- 容疑者 室井慎次（2005年、君塚良一監督）
- スターフィッシュホテル（2006年、ジョン・ウィリアムス監督）
- 世界はときどき美しい（2007年、御法川修監督）
- D3ショートムービー「BUS STOP」（2007年、清水崇監督）
- D3ショートムービー「奇跡じゃん」（2007年、鈴木元監督）
- 3/22ドーナッツ（2009年、柄本佑監督）
- セイレーン（2010年、芦塚慎太郎監督）
- ndjc2011「パーマネントランド」（2012年、中江和仁監督）
- 指さきのそのさき（2012年、山田修平監督）
- 連結部分は電車が揺れる（2013年、内田春菊監督）
- キッズリターン2（2013年、清水浩監督）
- 3月のライオン後編（2017年、大友啓史監督）
- 不倫ウイルス（2022年、長谷川徹監督）

### 舞台
出演
- 東京乾電池本公演「夏の夜の夢」（演出：柄本明、2000年）
- 新転移21「女殺し油地獄」（演出：山崎哲、2001年）
- 新転移21「マァちゃんの神曲」（演出：山崎哲、2002年）
- 茂山千五郎家 狂言「唐相撲」（演出：茂山千作、2002年）
- 東京乾電池本公演「夏の夜の夢」（演出：柄本明、2004年）
- 狂言「古今東西まんさい大狂言祭」（演出：野村萬斎、2004年）
- 東京乾電池本公演「長屋紳士録」（演出：柄本明、2005年）
- 劇団東京乾電池30周年記念公演「劇団東京乾電池祭り」（演出：柄本明、2006年）
- 東京乾電池公演「ピンクの象と五人の紳士」（演出：柄本明、2007年）
- 新歌舞伎座公演「うらめし屋繁盛記」（演出：市川正、2007年）
- 明治座・御園座公演「弥太郎、鶴姫さみだれ道中」（演出：市川正、2007年）
- 東京乾電池公演「恐怖・ハト男」（演出：加藤一浩、2007年）
- 東京乾電池 沖縄キジムナーフェスタ公演 「小さな家と五人の紳士」（2008年）
- 東京乾電池 ダンス白州2008公演「夏の夜の夢」（2008年）
- 東京乾電池本公演「秘密の花園」主演（演出：角替和枝、2009年）
- 東京乾電池公演「長屋紳士録」（演出：柄本明、2010年）
- 東京乾電池1月月末劇場「会議」（2011年）
- 東京乾電池公演「そして誰もいなくなった」（2011年）
- ラビット番長「消える魔球」（演出：井保三兎、2012年）
- 東京乾々公演「カンガルー」（演出：綾田俊樹、2012年）
- 東京乾電池公演「誰か、月光　恐怖・ハト男」（演出：柄本明、2012年）
- 東京乾電池第6回アトリエ公演「夏の夜の夢」（演出：柄本明、2013年）
- なば缶3本目「君が眉毛を剃った日」（2014年）※自身演出
- 東京乾電池公演「そして誰もいなくなった」（演出：柄本明、2014年）
- ティーファクトリー「生きると生きないのあいだ」（演出：川村毅、2014年）
- 劇団東京乾電池公演「やってきたゴドー」（演出：柄本明、2017年／下北沢 駅前劇場）
- 「嗤うカナブン」（演出：柄本明、2018年）
- 劇団唐組・第64回公演「ビニールの城」（演出：久保井研＋唐十郎、2019年／下北沢特設紅テント）
- 「十二人の怒れる男」（演出：柄本明、2023年／ザ・スズナリ）

脚本・演出
- ET×2公演「ジョンとジョー」演出（2008年）
- ET×2公演「イリーニャの兄弟」演出（2009年）
- なば缶第1回公演「ホエン・アイ・ゲットホーム」（2011年）
- なば缶2本目「フェアリーテイルアレゴリー」（2013年）
- なば缶3本目「君が眉毛を剃った日」（2014年）
- ET×2公演「ゴドーを待ちながら」演出（2014年）
- CHP公演「クツの中の石ころ」（2014年）
- CHP公演「君が眉毛を剃った日」（2015年）
- CHP公演「お尻の違和感」（2015年）
- 劇団いいのか…?旗揚げ公演「お母さんは週末、豹になる」（2016年）
- 劇団いいのか…?「お尻の違和感」（2017年）
- 劇団いいのか…?「君が眉毛を剃った日」（2018年）
- 劇団いいのか…?「妹のへそ」（2018年）
- 劇団いいのか…?「クツの中の、石ころ」（2022年）

### CM
- 「ザッピ―」（声）（2001年）
- 「au」（声）（2002年）
- 「ニコスカード」（2003年）
- 「フロムA」（声）（2003年）
- 「ALSI～フィルタリングソフト～」（2006年）
- 「（株）リコー」企業CM（2010年）
- パナソニック「エコナビ　洗濯機篇」（2011年）
- キリン「FIRE　息子へ・春篇」（2012年）
- 大正漢方胃腸薬「走る男篇」（2013年）
- トラスコ中山（2017年）

### ラジオ
- ニッポン放送「くじら」（2010年）